# Římskokatolická farnost Dubany
Římskokatolická farnost Dubany je uzemní společenství římských katolíků se sídlem v Dubanech na Hané, části obce Vrbátky. Farnost náleží k prostějovskému děkanátu v arcidiecézi olomoucké.
První zmínka o Dubanech pochází z roku 1200. Patronát nad vsí byl rozdělen mezi konvent sv. Kláry v Olomouci a královskou kapitulu v Brně. Po pozdějším rozhodnutí olomouckého biskupa přešel zcela pod konvent sv. Kláry. Po zrušení kláštera převzala správu náboženská matice. Kostel se hřbitovem stával v Dubanech již před rokem 1368. Z roku 1554 pochází zmínka o 3 synech po zemřelém nekatolickém faráři Vavřinci. Již před bitvou na Bílé hoře zde však byly snahy o ustavení katolického kněze. To se podařilo roku 1616, když byl do dubanské farnosti poslán Martin Krelius. Škola zde byla založena v roce 1671 a starou faru nahradila nová. Dnešní fara, postavená za faráře Adolfa Huttera, je z roku 1760. V roce 1783 postihlo farnost neštěstí, blesk zapříčinil požár kostela. Ze stavby zůstala jen věž. Olomouc navíc obléhala pruská vojska, která ničila okolní obce včetně Duban.
Kronikář zaznamenal:
"Během obležení Olomouce byla vesnice Dubany vyloupena a přímo vydrancována, takže obyvatelům a kolemjdoucím poskytovala obraz hrůzy a utrpení. V této době bylo rozhodnuto postavit nový kostel. Po zrušení kláštera sv. Kláry v Olomouci převzal od roku 1782 císař Josef II. Po obdržení stavebního povolení bylo 25. dubna 1805 započato se stavbou. Starý kostel byl s výjimkou věže stržen. Materiál pro novostavbu pocházel z tak zvané čelechovické kaple, která se nacházela dvě hodiny cesty od Duban a byla určena státními úřady na zbourání, i když to byla krásná kaple −1787. Hlavní brána dnešního kostela s velkým uměleckým zámkem a kostelní lavice pocházejí právě z této kaple. Stavba rychle pokračovala, takže kostel byl 1807 hotový. Vnitřní zařízení, výzdoba, postavení oltáře a varhan se 16 rejstříky byly uhrazeny zčásti z kostelního fondu, zčásti z příspěvku velmi štědrého tehdejšího faráře a děkana Johanna Němce."

Věž byla skutečně pouze upravena, nacházejí se v ní dvě zazděná gotická okna. Ve zvonici je vytesán rok 1685. Brzy se na kostelní klenbě začaly objevovat trhliny. Roku 1827 musela být postavena nová klenba. Problémy neustávaly a kostel prošel dalšími opravami v první polovině 20. století. Výmalba kostela byla provedena v roce 1890. Ke kostelnímu mobiliáři patřil i obraz od malíře Sebastiniho, který byl zničen požárem 1783.
Kromě Jana Němce ve farnosti působil kaplan František Zgoda, pod pseudonymem Karel Křen publikoval čtry, studie a fejetony z hanáckého prostředí. Je pohřben na místním hřbitově a na farní budově jej připomíná pamětní deska. Na hřbitově se dále nachází hroby kněží: Aloise Bednáře, Cyrila Vrábela a Františka Šimka. Hroby farářů Jana Němce, Františka Slezáka a Josefa Slezáka se nedochovaly. Po smrti posledního faráře 1952 byla budova fary zabrána vojáky. Poté byla farnost střídavě spravována z Kralic na Hané a Olšan u Prostějova.

## Galerie

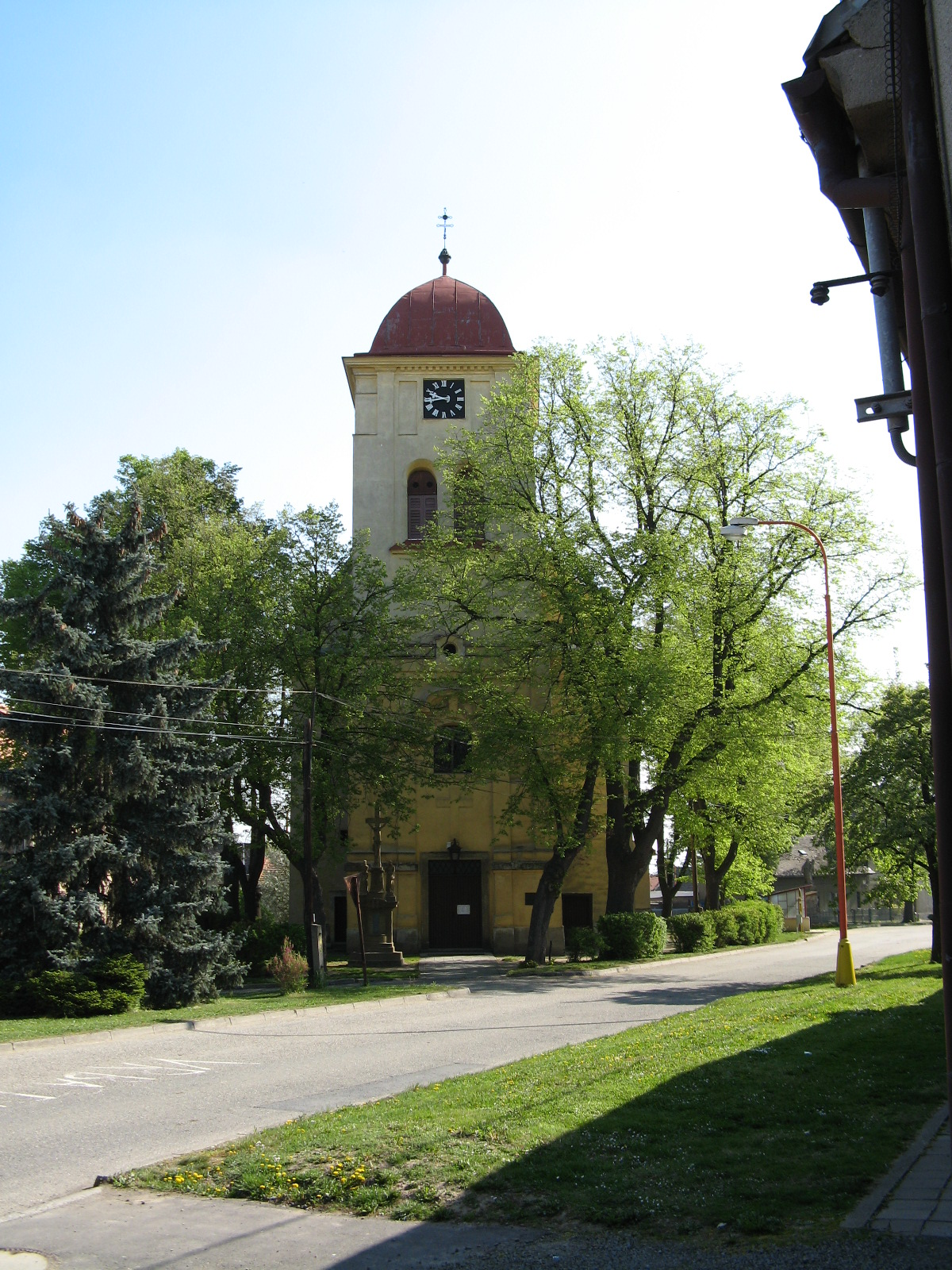
kostel Narození Panny Marie v Dubanech

### Rodáci z farnosti
P.  Ondřej  Sedláček  (* 27. 11. 1838 ve Štětovicích - † 16. 8. 1891 ve Vrahovicích)
se narodil na č. p. 10 v rodině sedláka Antonína Sedláčka a jeho manželky Marianny. Byl třetím z pěti sourozenců. Mimo níže zmíněných mladších sester to byl starší bratr Ignác (*1831) a sestra Františka Romana (*1834). Protože za 3 dny po jeho narození následoval svátek sv. Ondřeje, při křtu v den narození, ve děkanátním kostele Narození Panny Marie v Dubanech u Prostějova, obdržel jméno tohoto apoštola. Pokřtěn byl tamějším kooperátorem P. Ignácem Navrátilem.
Po skončení pěti ročníků triviální školy ve Vrbátkách, od podzimu r. 1849 Ondřej studoval na piaristickém gymnáziu v Kroměříži, které roku 1854 bylo zásluhou arcibiskupa Bedřicha z Fürstenberka přeměněno na tzv. „malý seminář“ typu konviktu jako přípravku ke studiu v kněžském semináři. Pro 11 letého chlapce pocházejícího z malé vsi, Kroměříž jako letní sídlo olomouckých biskupů a arcibiskupů nazývaná „hanácké Athény“,  udělalo velký dojem, a pustil se do usilovného studia. Na jaře roku 1850 přijal svátost biřmování.

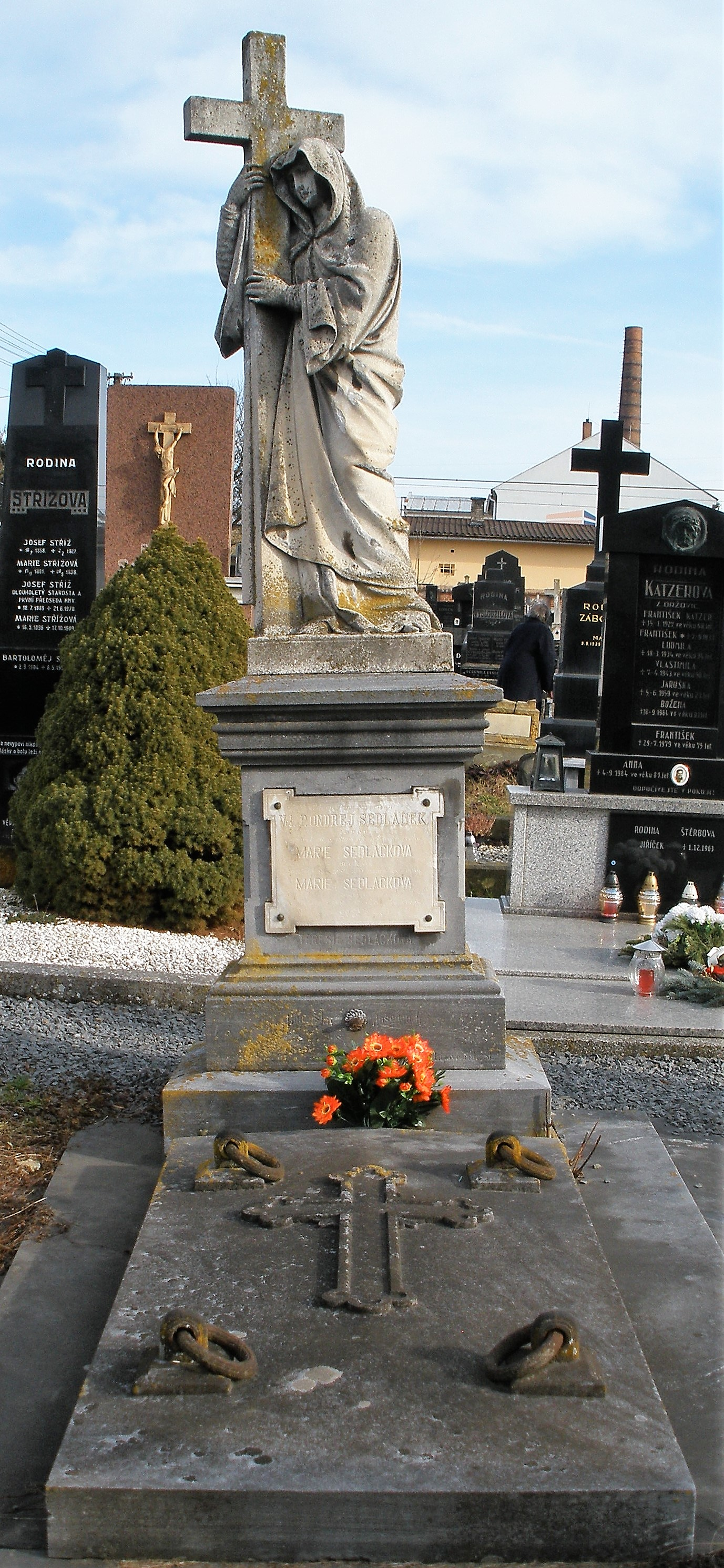
Hrobka P. Sedláčka ve Vrahovicích

Čtyřletá Ondřejova formace, úsilí a růst v semináři[1] a na samostatné teologické fakultě v Olomouci[2] byly završeny slavnostním vysvěcením 27 letého jáhna Ondřeje, tehdy ještě arcibiskupem, kardinálem Friedrichem Egonem z Fürstenberka (*1813, †1892) dne 5. 7. 1865 v metropolitním chrámu sv. Václava v Olomouci. P. Ondřej slavil své kněžské prvotiny v den Páně v následující neděli. Po primiční mši sv. poděkoval rodičům za dar života, výchovu, vzdělání a všem přítomným za morální podporu. Poprosil o modlitbu za duše v očistci a udělil novokněžské požehnání
První kaplanské zkušenosti již od 8. 7. 1865 získával P. Sedláček jako kooperátor v chrámu Povýšení sv. Kříže v Prostějově, řízením Božím u svého spolužáka, prostějovského rodáka faráře P. Josefa Nováka (1825-1894). Na pokyn arcibiskupa Bedřicha ho konzistoř po roce přeložila v rámci děkanátu do farnosti Kralice n/H., bezprostředně sousedící se Sedláčkovým rodištěm a od 9. 10. 1866 sloužil v kostele Nanebevzetí Panny Marie. Od přelomu 1871/72 další necelý svůj kněžský rok prožil P. Sedláček v kostele sv. Mikuláše ve Fryštáku. Od června 1872 do srpna 1873 působil jako kaplan v poutní Štípě s kostelem Narození Panny Marie (dnes součást Zlína). Vedle své pastorační práce vypomáhal jako duchovní otec v sousedícím klášteře Kongregace sester karmelitánek. Na přelomu let 1878 a 1879 následoval přesun do Kašavy, kde měl na starosti kostel sv. Kateřiny. V březnu 1879 se vrátil na Hanou, do farnosti sousedící s jeho rodištěm. Dne 4. 3. 1879 se stal ve svých 41 letech po P. Böhmovi dvacátým vrahovickým farářem. Faru převzal ve velmi špatném stavu. Proto musela být provedena v podstatě generální oprava celé budovy včetně interiérů, velmi podrobně popsaná ve farní kronice. Ve volném čase P. Sedláček se zálibou rolničil.
P. Ondřej Sedláček předčasně a náhle skonal ve Vrahovicích dne 16. 8. 1891 v necelých 53 letech.[3] Ve Vrahovicích byl na svátek sv. Heleny dne 18. 8. 1891 pohřben prostějovským arciknězem a spolužákem P. Josefem Novákem za přítomnosti administrátora P. Antonína Mana a kooperátora P. Josefa Navrátila (vypomáhal v letech 1891-1892). Hrobka je ihned vedle hrobu P. Josefa Střídy, blízko hlavního kříže hřbitova. Spolu s P. Ondřejem v ní očekávají vzkříšení jeho matka Marie[4] a svobodné sestry Marie (*1840, †1889) a Terezie (*1841, †1917).
[1] Rektorem semináře byl v letech 1861-1866 prof. ThDr. Josef Mikula (1816-1881). Jako vicerektor v letech 1854-1862 na něj působil P. František Poslušný, ve zbývajících letech létech ThDr. P. Josef David, ord. 1851, (1862-1884). V postavení spirituála ho ovlivňoval P. Ignác Haas (1854-1866).
[2] Děkanem fakulty byl v letech 1861/2 a 1864/5 prof. ThDr. Josef Mikula, který alumna Sedláčka seznamoval s pastorální teologií. Prof. ThDr. Josef Hanel (1823-1903) v letech 1862/3 byl děkanem. Prof. ThDr. František Kristián Wieser (1800-1866) v škol. roce 1863/4 byl děkanem fakulty a profesorem biblistiky.
[3] MZA Brno, matrika zemřelých Vrahovice 1860-1904, sign. 9867, díl III., s. 58/220, fol. 112.
[4] Matku Marii i sestru Marii pochovával P. Sedláček.